# بلاتریکس لسترنج
بئاتریکس لسترنج (نام خانوادگی: بلک) (به انگلیسی: Bellatrix Lestrange) یک شخصیت‌ داستانی از مجموعه کتاب‌های  هری پاتر نوشته جی. کی. رولینگ است. او از یک شخصیت حاشیه‌ای در هری پاتر و جام آتش به یک شخصیت اصلی در رمان‌های بعدی تبدیل شد. در داستان آخر، رولینگ او را به عنوان «آخرین، بهترین فرمانده» لرد ولدمورت معرفی کرد. بئاتریکس اولین زن مرگ خواری بود که در کتاب‌ها معرفی شد و تا زمان هری پاتر و شاهزاده دورگه، تنها زنی بود که به صراحت به این عنوان معرفی شد. که در نهایت در جنگ هاگوارتز توسط مالی ویزلی کشته شد. 
هلنا بونهام کارتر بازیگر انگلیسی در چهار فیلم هری پاتر از محفل ققنوس (۲۰۰۷) تا قسمت دوم یادگاران مرگ (۲۰۱۱) نقش بئاتریکس لسترنج را بازی کرده است.

## پس‌زمینه شخصیت
بلاتریکس بلک در سال ۱۹۵۱ از خانواده سیگنوس و درولا (رزیر) بلک متولد شد.
بلاتریکس از نظر خونی و ازدواج با بسیاری از شخصیت های رمان ارتباط دارد (البته در کتاب پنجم مشخص شده است که همه خانواده های خون پاک با هم فامیل هستند): او دو خواهر کوچکتر به نام های نارسیسا و آندرومدا دارد و پسر عموی اول است. سیریوس _ او پس از ترک هاگوارتز با رودلفوس لسترنج ازدواج کرد "زیرا از او انتظار می رفت" با یک خون پاک ازدواج کند. با این حال، رولینگ در مصاحبه ای اظهار داشت که بلاتریکس واقعاً ولدمورت را دوست دارد. [2] آندرومدا با تد تونکس متولد ماگل ازدواج کرد و متعاقباً توسط سیاهان طرد شد، در حالی که نارسیسا، برعکس، با لوسیوس مالفوی ، وارث یک ثروتمند ازدواج کرد.خانواده خون خالص ؛ بنابراین، بلاتریکس به ترتیب خاله نیمفادورا تونکس و دراکو مالفوی است.
در هاگوارتز، او به همراه خواهرانش در اسلیترین دسته بندی شدند. در رمان‌ها پیشنهاد می‌شود که بلاتریکس در دوران دانشجویی با گروهی از دانش‌آموزان - از جمله رودلفوس لسترنج، سوروس اسنیپ ، اوری ، ایوان روزیر و ویلکس - که تقریباً همگی به مرگ‌خواران تبدیل شدند، ارتباط داشت. فرض بر این است که بلاتریکس حداقل در ابتدا به سمت لرد ولدمورت کشیده شده بود زیرا هر دو به ایدئولوژی اعتقاد دارند که جادوگران و جادوگران خون پاک را بر سایر اعضای جامعه ترجیح می دهد. این نخبه گرایی که در میان قبیله های مالفوی و لسترنج مشترک بود، از دوران کودکی در بلاتریکس القا شد. شعار خانواده سیاه، toujours pur(به فرانسوی "همیشه پاک")، این اعتقاد راسخ به خلوص خون را منعکس می کند. بلاتریکس، شوهرش و برادر شوهرش، در طول به قدرت رسیدن ولدمورت، مرگ خواران فعال بودند و تا پس از سقوط ارباب تاریکی از دستگیری و سوء ظن فرار کردند.